# Melbourne (Derbyshire)
Pour les articles homonymes, voir Melbourne (homonymie).
Melbourne est une ville dans le sud du Derbyshire, au Royaume-Uni.

## Personnalités liées à la ville
- Thomas Cook (1808-1892), homme d'affaires britannique et pionnier du secteur touristique. Il est le fondateur du groupe touristique Thomas Cook, y est né.